# Reynoutria forbesii
Reynoutria forbesii (Hance) T.Yamaz. – gatunek rośliny z rodziny rdestowatych (Polygonaceae Juss.). Występuje naturalnie na Półwyspie Koreańskim oraz w Chinach (w prowincjach Anhui, Guangdong, Jiangxi, Szantung, Junnan i Zhejiang, a także w regionie autonomicznym Kuangsi). 

## Morfologia
PokrójBylina tworząca kłącza. Dorasta do 1–2,5 m wysokości.
LiścieIch blaszka liściowa jest gruczołowato owłosiona i ma niemal okrągły kształt. Mierzy 6,6–11,5 cm długości oraz 5,1–9,4 cm szerokości, o zaokrąglonej nasadzie i spiczastym wierzchołku. Ogonek liściowy jest nagi i osiąga 5–18 mm długości. Gatka ma brązową barwę i obły kształt, dorasta do 5–15 mm.
KwiatyZebrane w wiechy o długości 2,5–6 cm, rozwijają się w kątach pędów lub na ich szczytach. Mają 5 listków okwiatu o eliptycznym kształcie i barwie od białej do zielonkawej, zewnętrzne są skrzydlate i rosną po przekwitnięciu (do 3 mm długości). Pręcików jest 8.
OwoceTrójboczne niełupki o odwrotnie jajowatym kształcie i czarnej barwie, osiągają 4–5 mm długości.